# Dariusz Płaczkiewicz
Dariusz Płaczkiewicz (ur. 7 października 1962 w Koszalinie) – polski piłkarz, bramkarz, wicemistrz Polski, zdobywca Pucharu Polski.

## Przebieg kariery
Piłkarską karierę rozpoczął w połowie lat 70. w podkoszalińskim Biesiekierzu. Kontynuował ją w zespole Gwardii Koszalin. W roku 1984 przeszedł do drugoligowego Zagłębia Lubin, które w rok później wywalczyło awans do Ekstraklasy. Z tym zespołem w sezonie 1989/90 zdobył wicemistrzostwo kraju. Po zakończeniu rozgrywek przeszedł do drugoligowej Miedzi Legnica, z którą w sezonie 1991/92 wywalczył Puchar Polski. Miedź wygrała wtedy w finale z Górnikiem Zabrze po rzutach karnych, a Płaczkiewicz obronił jedną „jedenastkę”.
W sezonie 1992/93 rywalem Miedzi w Pucharze Zdobywców Pucharów było AS Monaco, w składzie którego występowali tak znani piłkarze jak Jürgen Klinsmann, Youri Djorkaeff, Lilian Thuram, Emmanuel Petit. W pierwszym meczu, w Lubinie, Dariusz Płaczkiewicz obronił rzut karny, wykonywany przez Jürgena Klinsmanna.
W styczniu 1993 Płaczkiewicz przeszedł do Sokoła Pniewy, który w tym samym roku wywalczył awans do Ekstraklasy. Dariusz Płaczkiewicz został uznany najlepszym bramkarzem II ligi sezonu 1992/93. W sezonie 1994/95 został wyróżniony Złotym Butem – nagrodą dla najlepszego piłkarza Wielkopolski w plebiscycie Dziennika Poznańskiego. W Pniewach oprócz Płaczkiewicza występowali m.in. Krzysztof Nowak, Tomasz Rząsa i Tomasz Kos.
W przeniesionym z Wielkopolski do Tychów Sokole Płaczkiewicz występował do sezonu 1995/96. Był podopiecznym między innymi Bogusława Kaczmarka i Janusza Białka. W styczniu 1996 oddał miejsce między słupkami Jerzemu Dudkowi i został trenerem bramkarzy. Od lipca 1996 roku był zastępcą trenera Kostrzewy.

## Choroba
Po odejściu z tyskiego Sokoła Dariusz Płaczkiewicz, jako bardzo doświadczony bramkarz wyjechał na Wyspy Owcze. Tam lekarze wykryli u niego złośliwy nowotwór kości. Leczeniu poddał się w szpitalu w Piekarach Śląskich. Szybkie usunięcie kości uratowało Dariusza Płaczkiewicza przed amputacją nogi, a nawet przed śmiercią. Przerzuty nie nastąpiły.

## Późniejsze losy
Obecnie Dariusz Płaczkiewicz mieszka w Koszalinie. Po zakończeniu piłkarskiej kariery poświęcił się pracy działacza sportowego i trenera. Wywalczył awans do IV Ligi z drużyną podkoszalińskiej Victorii – Dega Sianów, a w następnym sezonie zapewnił temu klubowi utrzymanie. W sezonie 2007/2008 jako trener nowo formowanej drużyny seniorów Bałtyku Koszalin wywalczył awans do klasy okręgowej. Po zakończeniu rundy jesiennej sezonu 2008/2009 zrezygnował z funkcji trenera, koncentrując się na pełnieniu funkcji dyrektora klubu. W styczniu 2010 roku powrócił na ławkę trenerską obejmując zespół Wybrzeża Biesiekierz. W sezonie 2010/11 wywalczył z tą drużyną awans do V ligi.
W lipcu 2022 roku Dariusz Płaczkiewicz został wybrany na prezesa zarządu KKPN Bałtyk Koszalin.